# Каната (Онтаріо)

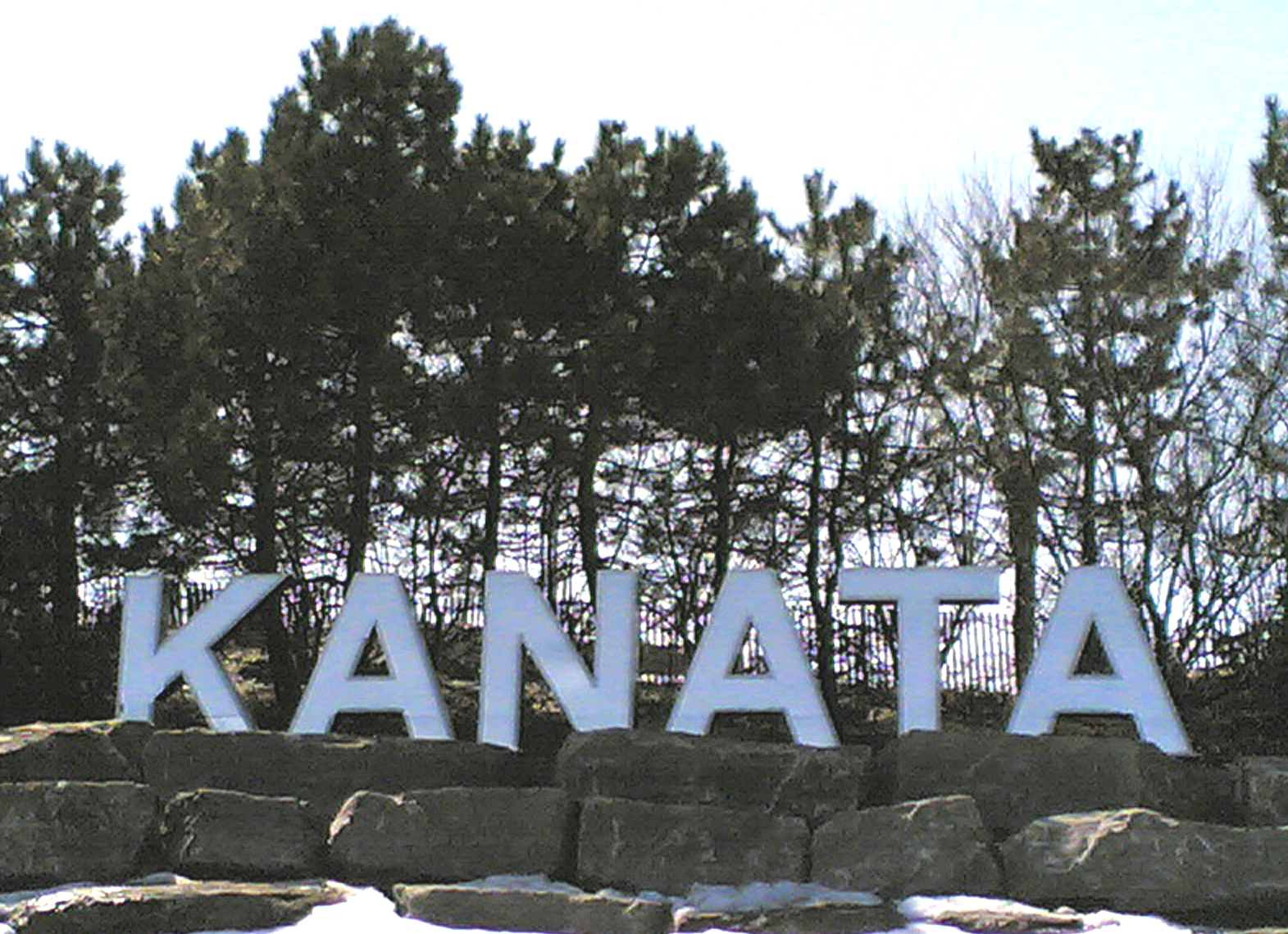
Знак на східному в'їзді до Канати з триметрових букв, що підсвічуються вночі

Каната (англ. Kanata) — місто в провінції Онтаріо в Канаді до його приєднання до Оттави в 2001. До об'єднання населення становило 59 700 осіб; в 2005 приблизно — 72 000 осіб.
Каната розташована за 22 кілометри від ділового центру Оттави по автодорозі 417. Площа Канати становить 139 км².

## Примітні будівлі та установи
- Скошіабанк-плейс і головна арена команди Національної хокейної ліги за адресою Паладіум Драйв, 1000 (англ. Palladium Drive).
- Оздоровчий комплекс — Kanata Skata Plaza[недоступне посилання з липня 2019]
- «Канатський Комплекс Відпочинку», 100 Walter Baker Place. Дві ковзанки й гірка для санкування.
- The Kanata Leisure Centre and Wave Pool, 70 Aird Place. Критий басейн зі штучними хвилями.
- The Kanata Centrum; Разом з прилеглими будівлями, третій за розміром шопінг-центр в Оттаві.
- AMC Kanata 24 Theatres, найбільший кінотеатр в Оттаві складається з 24-ох кінозалів. Сам кінотеатр знаходиться в Kanata Centrum.

## Промисловість
У Канаті зосереджена безліч високотехнологічних підприємств, таких, як Nortel, Alcatel, Cisco Systems, Hewlett-Packard, March Networks, Ubiquity Software, QNX Software Systems й Mitel.